# Wyścigowe Samochodowe Mistrzostwa Polski 1984
1984 – dwudziesty ósmy sezon Wyścigowych Samochodowych Mistrzostw Polski (WSMP).
Sezon rozgrywano w siedmiu klasach, przy czym planowane wprowadzenie klasy 8, klasy markowej seryjnych Polskich Fiatów 125p i Polonezów, nie powiodło się.
Sezon 1984 WSMP liczył pięć eliminacji, z czego po dwie rozegrano na torach w Poznaniu (1 maja, 7 października) i Kielcach (27 maja, 9 września), a jedną – w Toruniu (2 września). Wyścig w Kielcach 27 maja był również eliminacją Pucharu Pokoju i Przyjaźni. Ponadto 22 lipca zorganizowano zawody niewliczane do punktacji WSMP w Piotrkowie Trybunalskim, a przy okazji trzech eliminacji rozegrano również nieoficjalne Grand Prix: Torunia (2 września), Gór Świętokrzyskich (9 września) oraz Poznania (7 października).
Na podstawie wyników wyłonionych zostało siedmiu mistrzów Polski sezonu 1984: Jacek Chojnacki, Dariusz Kinderman, Wojciech Cołoszyński, Wacław Janowski, Edward Kinderman, Jerzy Mazur oraz Jerzy Krotoski. Janowski był jedynym kierowcą, który obronił tytuł wywalczony rok wcześniej.

## Tło

### Zarys historii WSMP
W 1953 roku z inicjatywy powołanego trzy lata wcześniej Polskiego Związku Motorowego zorganizowano pierwszy sezon Wyścigowych Samochodowych Mistrzostw Polski. We wczesnych sezonach kierowcy w przeważającej części używali własnych konstrukcji, określonych wspólną nazwą SAM. Jednakże w 1957 roku kierowca i konstruktor, Jerzy Jankowski, zbudował Raka 650 – nowoczesny samochód wyścigowy z silnikiem Triumph. W 1958 roku ten pojazd zdobył mistrzostwo Polski, a rok później – tytuł wicemistrzowski. Samochód został następnie zastąpiony Rakiem 1300.
W tym okresie we Włoszech, wskutek niekonkurencyjności lokalnej Formuły 3, powołano własną serię wyścigową o nazwie Formuła Junior. W 1959 roku CSI zatwierdził Formułę Junior jako typ formuły międzynarodowej. W 1961 roku rozegrano pierwszy sezon mistrzostw Polski według przepisów Formuły Junior. W sezonie 1964 Formuła Junior została zastąpiona w Polsce Formułą 3. Jednakże z uwagi na coraz mniejszą liczbę zawodników startujących w mistrzostwach oraz problemy ze znalezieniem odpowiednich torów, po 1967 roku zawieszono rozgrywanie WSMP.
Na początku lat 70. miał miejsce bunt kierowców, po którym reformą polskich wyścigów zajął się Longin Bielak. Zreorganizowane mistrzostwa wskrzeszono 1972 roku, wprowadzając wówczas klasy samochodów osobowych (w tym klasy markowe Polskiego Fiata 125p i Polskiego Fiata 126p). Wyścigi samochodów jednomiejscowych odbywały się w ramach Formuły Easter, a od roku 1974 – również Formuły Polonia. W tym okresie zbudowane zostały także tory w Poznaniu i Kielcach.

### Sezon 1983
W 1983 roku po raz pierwszy rozgrywano klasę markową seryjnych Polskich Fiatów 126p (klasa 1). Klasa Polskich Fiatów 126p z silnikami o pojemności do 652 cm³ (z możliwymi przeróbkami), rozgrywana rok wcześniej jako klasa 1, w 1983 roku stała się klasą 2. Podobnie rzecz działa się z klasą 3 (samochody z silnikami o pojemności do 700 cm³ – Polski Fiat 126p, Trabant) i 4 (klasa markowa z silnikami o pojemności do 1500 cm³ – Polski Fiat 125p i FSO Polonez, a także samochody produkowane w krajach bloku wschodniego z silnikami o pojemności do 1300 cm³). W miejsce zlikwidowanych klas 5 (samochody turystyczne i GT z silnikami o pojemności 1300–1600 cm³) oraz 6 (samochody turystyczne i GT z silnikami o pojemności 1600–2000 cm³) wprowadzono klasę 5 – samochody osobowe z silnikami o pojemności do 2500 cm³ oraz polskie prototypy z silnikami o pojemności do 2000 cm³. Klasy 6 i 7 stanowiły odpowiednio Formuła Easter i Formuła Polonia. Wyścigi odbywały się na torach Poznań (dwa razy), Kielce (dwa razy) i Toruń (jeden raz). Dystans każdego z nich wynosił około 40 km.
W klasie 1 mistrzem Polski został zawodnik fabrycznego zespołu FSM, Krzysztof Caputa, zwycięzca trzech wyścigów. Mistrzostwo klasy 2 zdobył triumfator czterech zawodów, Włodzimierz Krukowski. W klasie 3 po dwa wyścigi wygrali Krukowski i Tomasz Barański, jednak mistrzem został Barański. Klasę 4 zwyciężył Wacław Janowski (Zastava 1300), który finiszował jako pierwszy w czterech eliminacjach. W klasie 5 (z której wykluczono Mariana Bublewicza startującego Stratopolonezem) trzykrotnie triumfował i mistrzostwo zdobył Andrzej Koper na Renault 5 Alpine. Mistrzem klasy 6 został Andrzej Hołowiej, który MTX 1-03 wygrał cztery eliminacje. W klasie 7 tytuł wywalczył Piotr Zaleski (Promot II), który wyprzedził w klasyfikacji o jeden punkt Witolda Nalewaja.
5 czerwca 1983 roku podczas eliminacji Pucharu Pokoju i Przyjaźni na Torze Czajka pod Kijowem doszło do wypadku, w wyniku którego zmarł polski zawodnik, Christian Grochowski. Grochowski na 13. okrążeniu wyścigu zderzył się z dublującym go Toomasem Napą. Wskutek tego wypadku Grochowski stracił przytomność, a jego pojazd zaczął płonąć. Ze względu na bierność służb ratowniczych akcja ratownicza została podjęta późno, a Grochowski zmarł w szpitalu na skutek oparzeń dwa dni po zdarzeniu. Był to jedyny polski kierowca wyścigowy zmarły w wyniku wypadku na torze w czasach PRL.

## Regulamin
W 1984 roku, podobnie jak w latach wcześniejszych, podstawę do tworzenia klas stanowił podział samochodów na grupy według regulaminu FIA, który wyglądał następująco:
- Grupa N – samochody turystyczne seryjne, wyprodukowane na poziomie przynajmniej 5000 egzemplarzy w ciągu roku,
- Grupa A – samochody turystyczne z dużą możliwością przeróbek, wyprodukowane na poziomie przynajmniej 5000 egzemplarzy w ciągu roku,
- Grupa B – samochody GT z dużą możliwością przeróbek, wyprodukowane na poziomie przynajmniej 200 egzemplarzy w ciągu roku,
- Grupa C – samochody sportowe o zamkniętych nadwoziach z silnikami pochodzącymi z samochodów grupy A lub B,
- Grupa E – samochody wyścigowe formuł: wolnej i narodowych.

Na tej podstawie PZM wyłonił osiem klas, w ramach których rozgrywano WSMP w 1984 roku:
- klasa 1 – klasa markowa – Polski Fiat 126p z silnikiem o pojemności do 652 cm³ (grupa N),
- klasa 2 – klasa markowa – Polski Fiat 126p z silnikiem o pojemności do 652 cm³ (grupa A),
- klasa 3 – samochody z silnikiem o pojemności do 700 cm³ (grupa A),
- klasa 4 – klasa markowa – Polski Fiat 125p i FSO Polonez z silnikiem o pojemności do 1500 cm³ oraz samochody wyprodukowane w krajach bloku wschodniego z silnikiem o pojemności do 1300 cm³ (grupa A),
- klasa 5 – samochody osobowe z silnikiem o pojemności do 2500 cm³ (grupa A, B lub C) oraz prototypy krajowe z silnikiem o pojemności do 2000 cm³,
- klasa 6 – Formuła Easter – jednomiejscowe samochody wyścigowe z silnikiem pochodzącym z samochodu grupy N lub A, wyprodukowanego w krajach bloku wschodniego o pojemności do 1300 cm³,
- klasa 7 – Formuła Polonia – jednomiejscowe samochody wyścigowe z silnikiem Polskiego Fiata 125p o pojemności 1300 cm³ oraz skrzynią biegów marki Dacia lub Zaporożec,
- klasa 8 – klasa markowa – Polski Fiat 125p, FSO 125p i FSO Polonez z silnikiem o pojemności do 1500 cm³ (grupa N).

Ze względu na nikłe zainteresowanie klasą 8, nie rozegrano w niej ostatecznie mistrzostw, a zawodnicy startujący pojazdami tej klasy ścigali się razem z klasą 4.
Za zwycięstwo przyznawano 50 punktów. Drugi kierowca otrzymywał 46 punktów, a trzeci – 43. Następne pozycje były punktowane według klucza 41-39-38-37-36 itd. Do końcowej klasyfikacji zaliczały się cztery najlepsze rezultaty.

## Kalendarz

Dwie eliminacje WSMP 1984 rozegrano na Torze Poznań

Podobnie jak w poprzednim roku, na sezon 1984 WSMP składało się pięć eliminacji. Sezon rozpoczynał się eliminacją w Poznaniu 1 maja (dzień wcześniej były rozgrywane treningi). Drugie zawody rozgrywane były 27 maja na torze w Kielcach i były jednocześnie eliminacją Pucharu Pokoju i Przyjaźni. 2 września ścigano się na lotnisku w Toruniu, a tydzień później – ponownie w Kielcach. Sezon kończył się 7 października drugim wyścigiem w Poznaniu.
Oprócz tych zawodów przeznaczono również trzy dodatkowe wyścigi dla klas 1–5, niewliczane do klasyfikacji mistrzostw. Pierwszy taki wyścig odbył się 22 lipca w Piotrkowie Trybunalskim. Drugi miał miejsce przy okazji drugiej eliminacji w Kielcach 9 września i został rozegrany jako Grand Prix Gór Świętokrzyskich, a trzeci – Grand Prix Poznania – odbył się 7 października w Poznaniu. Przy okazji eliminacji w Toruniu 2 września rozegrano natomiast handicapowy wyścig Grand Prix Torunia dla samochodów Formuł Polonia i Easter, w którym samochody Formuły Polonia startowały 45 sekund przed Formułą Easter.
Dystans poszczególnych wyścigów wynosił około czterdziestu kilometrów.
| Runda | Data           | Tor    | Okr. | Dystans | Klasy     | Imprezy towarzyszące           |
| ----- | -------------- | ------ | ---- | ------- | --------- | ------------------------------ |
| 1     | 1 maja         | Poznań | 10   | 40,850  | wszystkie |                                |
| 2     | 27 maja        | Kielce | 10   | 41,600  | wszystkie | Puchar Pokoju i Przyjaźni      |
| 3     | 2 września     | Toruń  | 14   | 42,000  | wszystkie | Grand Prix Torunia             |
| 4     | 9 września     | Kielce | 10   | 41,600  | wszystkie | Grand Prix Gór Świętokrzyskich |
| 5     | 7 października | Poznań | 10   | 40,850  | wszystkie | Grand Prix Poznania            |

## Przebieg sezonu

### 1 eliminacja: Poznań
Pierwsza eliminacja WSMP sezonu 1984 odbyła się 30 kwietnia (treningi/kwalifikacje) oraz 1 maja (wyścig). Wyścig w każdej klasie liczył dziesięć okrążeń, przez co dystans wyścigu wynosił 40,850 km.
Broniący tytułu Andrzej Koper i Andrzej Hołowiej nie wystartowali w Poznaniu, a trzech zawodników nie broniło tytułów ze względu na przejście do innych klas. Zawody odbyły się w deszczowych warunkach, przy stosunkowo niskiej frekwencji kibiców.
W klasie 1 pole position zdobył Zbyszko Gaik. Trzeci na starcie Zdzisław Brymora wyprzedził drugiego Roberta Herbę i do końca wyścigu jechał tuż za Gaikiem, na 5 okrążeniu nawet na krótko obejmując prowadzenie. Ostatecznie Gaik wygrał zawody z przewagą 0,2 sekundy nad Brymorą. Trzeci ze stratą 15,5 sekundy był Jacek Chojnacki.
Z pierwszego pola w klasie 2 ruszał Bogdan Pawlak. Prowadzenie na starcie objął startujący z trzeciego miejsca Jerzy Wierzbołowski, ale na trzecim okrążeniu wyprzedził go Krzysztof Caputa. Okrążenie później Wierzbołowski odzyskał prowadzenie. Na szóstym okrążeniu nowym liderem został Dariusz Kinderman. Podczas dziewiątego okrążenia Wierzbołowski awansował z trzeciego miejsca na pierwsze i wygrał wyścig. Drugi był Kinderman, a trzeci – Zbigniew Kordek.
Włodzimierz Krukowski, startujący z pole position w klasie 3, prowadził przez cały wyścig, wygrywając go z prawie 50-sekundową przewagą nad Tomaszem Barańskim. Podium, które w całości zajęli kierowcy Polskich Fiatów 126p, uzupełnił Wojciech Cołoszyński.
Wacław Janowski (Zastava 1300), który zajął pierwsze pole startowe w klasie 4, nie utrzymał po starcie prowadzenia, jako że wyprzedzili go Andrzej Mielcarek (Zastava 1300), Henryk Mandera (Łada 1300) oraz Adam Polak (Polski Fiat 125p). Janowski odpadł na szóstym okrążeniu. Mielcarek, liderujący przez cały wyścig, kilka kilometrów przed metą utracił przewagę podczas dublowania czterech zawodników, jednak ostatecznie wygrał zawody. Drugi Mandera stracił do zwycięzcy 0,4 sekundy, a Polak dojechał trzeci ze stratą 0,8 sekundy.
W klasie 5 zadebiutował MB-03, którego konstruktorem i kierowcą był Maciej Bogusławski. Startował on z trzeciej pozycji, a pole position wywalczył Edward Kinderman (Polonez Prototyp 1800 z silnikiem Fiata 132). Bogusławski objął prowadzenie na pierwszym okrążeniu, ale na następnym stracił je na rzecz Andrzeja Kleiny (Opel Kadett). Bogusławski odzyskał pozycję lidera na szóstym okrążeniu. Dwa okrążenia później ponownie prowadził Kleina, jednak na dziewiątym okrążeniu został wyprzedzony przez Bogusławskiego, który ostatecznie wygrał wyścig z przewagą 2,4 sekundy nad Kleiną. Trzecie miejsce zajął Piotr Nowicki (Polski Fiat 125p).
W klasie 6 zadebiutowały pojazdy produkcji czechosłowackiej – MTX 1-06, które prowadzili Jacek Szmidt, Józef Kiełbania i Jerzy Mazur. Wyścig ten, jako jedyny w Poznaniu, odbył się w suchych warunkach. Szmidt, który wywalczył pierwsze pole startowe, na starcie spadł na czwartą pozycję, a liderował Kiełbania. Na trzecim okrążeniu Szmidt wyprzedził Kiełbanię i wygrał wyścig. Na trzy kilometry przed metą swój samochód obrócił Mazur, dzięki czemu za drugim Kiełbanią dojechał Stefan Banaszak (Promot 83).
Andrzej Wojciechowski (Promot 76), startujący jako pierwszy w klasie 7, utrzymał prowadzenie do drugiego okrążenia, kiedy to wyprzedził go Jerzy Krotoski (Promot 82). Za Krotoskim i Wojciechowskim finiszował Mariusz Podkalicki (Promot 76).
Zrezygnowano z organizacji wyścigu klasy 8, do której zgłosiło się dwóch kierowców.
W klasyfikacji zespołowej rundę w Poznaniu wygrał Automobilklub Wielkopolski I, uzyskując 150 punktów.
1 eliminacja (Poznań) – skrócone rezultaty
| Klasa | Miejsce 1                                | Miejsce 2                            | Miejsce 3                               |
| ----- | ---------------------------------------- | ------------------------------------ | --------------------------------------- |
| 1     | Zbyszko Gaik (Polski Fiat 126p)          | Zdzisław Brymora (Polski Fiat 126p)  | Jacek Chojnacki (Polski Fiat 126p)      |
| 2     | Jerzy Wierzbołowski (Polski Fiat 126p)   | Dariusz Kinderman (Polski Fiat 126p) | Zbigniew Kordek (Polski Fiat 126p)      |
| 3     | Włodzimierz Krukowski (Polski Fiat 126p) | Tomasz Barański (Polski Fiat 126p)   | Wojciech Cołoszyński (Polski Fiat 126p) |
| 4     | Andrzej Mielcarek (Zastava 1300)         | Henryk Mandera (Łada 1300)           | Adam Polak (Polski Fiat 125p 1500)      |
| 5     | Maciej Bogusławski (MB-03)               | Andrzej Kleina (Opel Kadett)         | Piotr Nowicki (Polski Fiat 125p 1500)   |
| 6     | Jacek Szmidt (MTX 1-06)                  | Józef Kiełbania (MTX 1-06)           | Stefan Banaszak (Promot 83)             |
| 7     | Jerzy Krotoski (Promot 82)               | Andrzej Wojciechowski (Promot 76)    | Mariusz Podkalicki (Promot 76)          |

### 2 eliminacja: Kielce
Druga eliminacja została rozegrana w Kielcach w dniach 26–27 maja. Każda klasa rozgrywała wyścig na dystansie dziesięciu okrążeń, czyli 41,600 km. Na kieleckim torze odbył się wówczas również wyścig w ramach Pucharu Pokoju i Przyjaźni.
W klasie 1 pole position wywalczył Ireneusz Trzeszczkowski. O prowadzenie w całym wyścigu walczyli jednak Jacek Chojnacki i Zdzisław Brymora. Ostatecznie Brymora został wyprzedzony jeszcze przez Zbyszko Gaika i na podium stanęli Chojnacki, Gaik i Brymora. Po wyścigu zdyskwalifikowano trzech kierowców.
Wyścig klasy 2 z pierwszego pola rozpoczynał Dariusz Kinderman. Prowadził on przez cały wyścig z wyjątkiem szóstego okrążenia, kiedy to liderem na krótko został Paweł Puchalski. Zwycięzcą został Kinderman, drugi był Piotr Kolasiński, a na trzecim miejscu dojechał Andrzej Pięta. Po wyścigu za nieregulaminową masę koła zamachowego bądź średnicę gardzieli zdyskwalifikowanych zostało dwunastu zawodników, w tym Pięta. Dzięki temu podium uzupełnił Krzysztof Caputa.
Trening klasy 3 wygrał Włodzimierz Krukowski. Prowadził on do piątego okrążenia, kiedy to wyprzedził go Tomasz Barański. Barański wskutek awarii mechanicznej odpadł z wyścigu i pozycję lidera objął Andrzej Godula (Trabant), który wygrał wyścig. Podążający na drugim miejscu Krukowski na ostatnim okrążeniu wskutek problemów z silnikiem spadł na czwarte miejsce, za Kazimierza Sołtowskiego (Trabant) i Zbigniewa Szwagierczaka (Polski Fiat 126p).
W klasie 4 pole position zdobył Wacław Janowski. Prowadził on przez cały wyścig, wygrywając przez Andrzejem Mielcarkiem i Henrykiem Manderą.
W klasie 5 ponownie pole position swoim prototypem wywalczył Maciej Bogusławski, który następnie przez cały dystans wyścigu był liderem. Podążający początkowo na drugim miejscu Wacław Janowski odpadł na czwartym okrążeniu. Drugie miejsce w wyścigu zajął zatem Edward Kinderman, a trzecie – Andrzej Kleina.
Pierwsze pole startowe w klasie 6 zdobył Jacek Szmidt. Na starcie wyścigu prowadzenie objął jednakże Jerzy Mazur, który utrzymał je do mety, odnosząc pierwszy triumf w Formule Easter. Podążającemu początkowo na trzecim miejscu Józefowi Kiełbani na drugim okrążeniu zgasł silnik. Za Mazurem i Szmidtem do mety dojechał Stefan Banaszak.
Jerzy Krotoski, zdobywca pole position w klasie 7, stracił w wyścigu na trzy okrążenia prowadzenie na rzecz Mariusza Podkalickiego, ale zdołał je później odzyskać. Na ostatnim okrążeniu nowym liderem, a następnie zwycięzcą, został Grzegorz Kamiński (Promot 82). Po wyścigu Kamiński został zdyskwalifikowany, przez co pierwszą trójkę stanowili Krotoski, Podkalicki i Eugeniusz Kulawik (Promot 76).
Ponownie anulowano wyścig klasy 8, do której było zgłoszonych dwóch zawodników. Rozegrali oni zawody razem z klasą 4.
Klasyfikację zespołową, drugi raz z rzędu, wygrał Automobilklub Wielkopolski I, z punktem przewagi nad Automobilklubem Dolnośląskim.
W Pucharze Pokoju i Przyjaźni rozegrano dwa wyścigi: samochodów turystycznych (pojemność silnika do 1300 cm³) i wyścigowych (Formuła Easter). W klasie samochodów turystycznych dwa pierwsze miejsca zajęli zawodnicy ZSRR: Aleksiej Grigorjew (WAZ 21011) i Jurij Sierow (WAZ 2105), a podium uzupełnił Czechosłowak Petr Samohýl (Škoda 120 LS). W klasyfikacji narodów w tej klasie triumfował ZSRR przed Czechosłowacją i Bułgarią. W klasie samochodów wyścigowych na dwóch pierwszych pozycjach znaleźli się natomiast Czechosłowacy: Jan Veselý (RAF 80) oraz Jiří Červa (MTX 1-06), a trzeci był zawodnik wschodnioniemiecki, Ulli Melkus (MT 77). Klasyfikację narodów w tej klasie wygrała Czechosłowacja przed NRD i ZSRR.
2 eliminacja (Kielce) – skrócone rezultaty
| Klasa | Miejsce 1                            | Miejsce 2                                | Miejsce 3                                |
| ----- | ------------------------------------ | ---------------------------------------- | ---------------------------------------- |
| 1     | Jacek Chojnacki (Polski Fiat 126p)   | Zbyszko Gaik (Polski Fiat 126p)          | Zdzisław Brymora (Polski Fiat 126p)      |
| 2     | Dariusz Kinderman (Polski Fiat 126p) | Piotr Kolasiński (Polski Fiat 126p)      | Krzysztof Caputa (Polski Fiat 126p)      |
| 3     | Andrzej Godula (Trabant 600)         | Kazimierz Sołtowski (Trabant 600)        | Zbigniew Szwagierczak (Polski Fiat 126p) |
| 4     | Wacław Janowski (Zastava 1300)       | Andrzej Mielcarek (Zastava 1300)         | Henryk Mandera (Łada 1300)               |
| 5     | Maciej Bogusławski (MB-03)           | Edward Kinderman (Polonez Prototyp 1800) | Andrzej Kleina (Opel Kadett)             |
| 6     | Jerzy Mazur (MTX 1-06)               | Jacek Szmidt (MTX 1-06)                  | Stefan Banaszak (Promot 83)              |
| 7     | Jerzy Krotoski (Promot 82)           | Mariusz Podkalicki (Promot 76)           | Eugeniusz Kulawik (Promot 76)            |

### Piotrków Trybunalski
22 lipca, w rocznicę ogłoszenia manifestu PKWN, rozegrano w Piotrkowie Trybunalskim nieoficjalne zawody z czterema wyścigami: klasy 1, łączony klas 2 i 3, łączony klas 4 i 5 oraz bieg z handicapem. W klasie pierwszej triumfował Jacek Chojnacki przed Leszkiem Wojdalińskim oraz Tomaszem Olejnikiem. Bieg klas 2+3 wygrał Wojciech Cołoszyński, za którym finiszowali Jacek Chojnacki i Marek Miziak. W wyścigu klas 4+5 najszybszy okazał się Robert Moritz (Łada 1600) przed Waldemarem Lasotą i Zbigniewem Jańcem (Polski Fiat 125p). Wyścig handicapowy wygrał Moritz przed Jańcem i Cołoszyńskim.

### 3 eliminacja: Toruń
Trzecia eliminacja WSMP sezonu 1984 odbyła się na lotnisku w Toruniu w dniach 1–2 września. Wyścig rozgrywano na dystansie czternastu okrążeń (42 km).
Jacek Chojnacki zdobył pole position w klasie 1 i, prowadząc przez cały wyścig, wygrał zawody. Za Chojnackim finiszowali Zdzisław Brymora i Leszek Wojdaliński. Po wyścigu zdyskwalifikowano czterech kierowców.
Dariusz Kinderman zdobył pole position i wygrał wyścig klasy 2. Startujący z drugiego miejsca Jerzy Wierzbołowski odpadł na siódmym okrążeniu. Drugą pozycję w wyścigu zajął Krzysztof Caputa, a trzecią – Wojciech Smorawiński.
W klasie 3 z pierwszego pola startował Andrzej Godula. W wyścigu Godula zajął jednak szesnaste miejsce. Zwyciężył Adam Sowa przed Wojciechem Cołoszyńskim i Zbigniewem Zapędowskim (wszyscy Polski Fiat 126p).
Adam Polak – zdobywca pole position w klasie 4 – odpadł z wyścigu na trzecim okrążeniu. Triumfował Wacław Janowski, a niespełna 50 sekund za nim bieg ukończył Andrzej Mielcarek. Trzecie miejsce zajął Marek Kozłowski (Łada 1300).
W klasie 5 debiutował Prototyp 1300, którego kierowcą był Mieczysław Dymek. Dymek zakwalifikował się na jedenastym miejscu, natomiast kwalifikacje z pierwszym czasem ukończył Maciej Bogusławski. Bogusławski prowadził w wyścigu do trzeciego okrążenia, kiedy to odpadł z powodu defektu jego MB-03. Prowadzenie objął wówczas Adam Polak, który zwyciężył w wyścigu. Drugi był Edward Kinderman, a trzecie miejsce zajął Grzegorz Niśkiewicz (Opel Manta E).
Zdobywca pierwszego pola w klasie 6, Jacek Szmidt, popełnił falstart, przez co otrzymał karę doliczenia 30 sekund. Ostatecznie ukończył on zawody na trzecim miejscu, za Jerzym Mazurem i Stefanem Banaszakiem.
Jerzy Krotoski po starcie z pierwszego miejsca w klasie 7 prowadził w całym wyścigu i zwyciężył go z przewagą prawie 13 sekund nad Tomaszem Sikorą (Promot 82) oraz ponad 14 nad Piotrem Góreckim (Promot 77).
Klasyfikację zespołową wygrał Automobilklub Warszawski I.
Przy okazji toruńskiej eliminacji rozegrano również Grand Prix Torunia. Był to łączony wyścig Formuły Polonia i Formuły Easter z handicapem, to znaczy kierowcy Formuły Polonia startowali 45 sekund przed zawodnikami Formuły Easter. Te zawody wygrał Mariusz Podkalicki przed Jackiem Szmidtem i Jerzym Krotoskim.
3 eliminacja (Toruń) – skrócone rezultaty
| Klasa | Miejsce 1                            | Miejsce 2                                | Miejsce 3                               |
| ----- | ------------------------------------ | ---------------------------------------- | --------------------------------------- |
| 1     | Jacek Chojnacki (Polski Fiat 126p)   | Zdzisław Brymora (Polski Fiat 126p)      | Leszek Wojdaliński (Polski Fiat 126p)   |
| 2     | Dariusz Kinderman (Polski Fiat 126p) | Krzysztof Caputa (Polski Fiat 126p)      | Wojciech Smorawiński (Polski Fiat 126p) |
| 3     | Adam Sowa (Polski Fiat 126p)         | Wojciech Cołoszyński (Polski Fiat 126p)  | Zbigniew Zapędowski (Polski Fiat 126p)  |
| 4     | Wacław Janowski (Zastava 1300)       | Andrzej Mielcarek (Zastava 1300)         | Marek Kozłowski (Łada 1300)             |
| 5     | Adam Polak (Polski Fiat 125p 1500)   | Edward Kinderman (Polonez Prototyp 1800) | Grzegorz Niśkiewicz (Opel Manta E)      |
| 6     | Jerzy Mazur (MTX 1-06)               | Stefan Banaszak (Promot 83)              | Jacek Szmidt (MTX 1-06)                 |
| 7     | Jerzy Krotoski (Promot 82)           | Tomasz Sikora (Promot 82)                | Piotr Górecki (Promot 77)               |

### 4 eliminacja: Kielce
Czwarty wyścig sezonu, podobnie jak drugi, odbył się na torze w Kielcach na dystansie dziesięciu okrążeń (41,600 km). Kielecka eliminacja została rozegrana w dniach 8–9 września.
W klasie 1 pole position uzyskał Jacek Chojnacki, który następnie prowadził przez cały dystans wyścigu. Za Chojnackim o drugie miejsce walczyło pięciu kierowców. Ostatecznie drugą pozycję zajął Zbyszko Gaik, a trzeci był Zdzisław Brymora. Po wyścigu za niedozwolone modyfikacje samochodów zdyskwalifikowano trzech zawodników. Dzięki zwycięstwu Chojnacki zapewnił sobie swój pierwszy tytuł w klasie 1.
Pierwsze pole startowe w klasie 2 wywalczył Wojciech Smorawiński i to on prowadził na początku wyścigu. Startujący z szóstej pozycji Dariusz Kinderman na czwartym okrążeniu objął prowadzenie i wygrał zawody. O drugie miejsce rywalizowali natomiast Smorawiński i Krzysztof Caputa. Caputa, próbując dogonić rywala, dachował, ale zdołał ukończyć wyścig. Trzecie miejsce, za Kindermanem i Smorawińskim, zajął Sławomir Kruk. Kinderman, podobnie jak Chojnacki w klasie 1, zapewnił sobie pierwszy tytuł w klasie.
Wojciech Cołoszyński, który zdobył pole position w klasie 3, na starcie spadł za Tomasza Barańskiego. Barański prowadził do mety i wygrał wyścig. We wstępnej fazie wyścigu na drugiej pozycji podążał Włodzimierz Krukowski, jednak na piątym okrążeniu odpadł on z powodu awarii silnika w jego Polskim Fiacie 126p. Drugie miejsce zajął zatem Cołoszyński, a trzecie – Adam Sowa. Przed ostatnią rundą szanse na mistrzostwo zachowało pięciu kierowców (Cołoszyński, Barański, Andrzej Godula, Zbigniew Zapędowski oraz Witalis Misiewicz).
Na starcie wyścigu klasy 4 startujący z pole position Henryk Mandera został wyprzedzony przez Wacława Janowskiego. Janowski prowadził przez cały wyścig, a o drugie miejsce walczyli Adam Polak i Mandera. Mandera obrócił swój pojazd dwukrotnie (na trzecim i ostatnim okrążeniu), przez co ukończył wyścig na szóstej pozycji. Zwyciężył Janowski z przewagą 37,7 sekundy nad Polakiem. Trzeci był Andrzej Mielcarek. Szanse na tytuł po kieleckiej rundzie zachowali tylko Janowski i Mielcarek.
W klasie 5 z pierwszej pozycji startował Maciej Bogusławski. Na trzecim okrążeniu kierowca ten stracił prowadzenie wskutek problemów z silnikiem, a nowym liderem został Bogdan Wozowicz (Ford Escort 2000). Liderujący w klasyfikacji mistrzostw Polski Edward Kinderman odpadł na czwartym okrążeniu z powodu awarii silnika. Zawody wygrał Wozowicz przed Adamem Polakiem i Piotrem Nowickim. Po czwartej eliminacji w klasyfikacji prowadził Bogusławski z przewagą dziewięciu punktów nad Kindermanem.
W klasie 6 pole position wywalczył Jacek Szmidt, jednak przegrał na starcie z Jerzym Mazurem. Na czwartym okrążeniu, podczas próby wyprzedzenia Mazura, w samochodzie Szmidta pękł pasek klinowy i kierowca odpadł z wyścigu. Za Mazurem wyścig ukończyli Stefan Banaszak i Hieronim Kochański (MTX 1-03). Przed ostatnią eliminacją Mazur był faworytem do tytułu: zdobycie mistrzostwa przy zwycięstwie Szmidta dałoby mu wywalczenie w Poznaniu przynajmniej siódmego miejsca.
Zdobywca pole position w klasie 7, Jerzy Krotoski, prowadził w wyścigu do czwartego okrążenia. Następnie wyprzedził do Mariusz Podkalicki, który wygrał wyścig. Drugi był Krotoski, a trzeci – Ryszard Zygmunt (Promot 82). Krotoski dzięki zdobyciu drugiej pozycji zapewnił sobie drugi tytuł w Formule Polonia – pierwszy wywalczył w 1982 roku.
Na kieleckim torze zorganizowany został również dodatkowy wyścig dla samochodów turystycznych (klasy 1–5) z handicapem – Grand Prix Gór Świętokrzyskich. Na podium stanęli Adam Polak, Bogdan Wozowicz oraz Dariusz Kinderman. Laureaci otrzymali w nagrodę oleje marki Elf (odpowiednio 30, 20 i 10 litrów).
4 eliminacja (Kielce) – skrócone rezultaty
| Klasa | Miejsce 1                            | Miejsce 2                               | Miejsce 3                           |
| ----- | ------------------------------------ | --------------------------------------- | ----------------------------------- |
| 1     | Jacek Chojnacki (Polski Fiat 126p)   | Zbyszko Gaik (Polski Fiat 126p)         | Zdzisław Brymora (Polski Fiat 126p) |
| 2     | Dariusz Kinderman (Polski Fiat 126p) | Wojciech Smorawiński (Polski Fiat 126p) | Sławomir Kruk (Polski Fiat 126p)    |
| 3     | Tomasz Barański (Polski Fiat 126p)   | Wojciech Cołoszyński (Polski Fiat 126p) | Adam Sowa (Polski Fiat 126p)        |
| 4     | Wacław Janowski (Zastava 1300)       | Adam Polak (Polski Fiat 125p 1500)      | Andrzej Mielcarek (Zastava 1300)    |
| 5     | Bogdan Wozowicz (Ford Escort 2000)   | Adam Polak (Polski Fiat 125p 1500)      | Piotr Nowicki (Polski Fiat 125p)    |
| 6     | Jerzy Mazur (MTX 1-06)               | Stefan Banaszak (Promot 83)             | Hieronim Kochański (MTX 1-03)       |
| 7     | Mariusz Podkalicki (Promot 76)       | Jerzy Krotoski (Promot 82)              | Ryszard Zygmunt (Promot 82)         |

### 5 eliminacja: Poznań
Eliminacja w Poznaniu była ostatnią rundą sezonu 1984 WSMP, rozegraną w dniach 6–7 października. Podobnie, jak w przypadku pierwszej poznańskiej rundy, dystans wyścigu wynosił dla wszystkich klas 40,850 km.
Jacek Chojnacki, który zapewnił już sobie tytuł w Kielcach, zdobył pole position w klasie 1. Kierowca ten utrzymał prowadzenie w wyścigu do pierwszego okrążenia, po czym wyprzedził go Zdzisław Brymora. Na trzecim okrążeniu prowadzenie objął Leszek Wojdaliński. Chojnacki odzyskał pozycję lidera na czwartym okrążeniu, ale dwa okrążenia później został wyprzedzony przez Brymorę. Na ósmym okrążeniu Chojnacki po raz trzeci wyszedł na prowadzenie i wygrał wyścig przed Zbyszkiem Gaikiem i Krzysztofem Wittem. Pierwszą piątkę dzieliły na mecie niecałe dwie sekundy.
Piotr Kolasiński wywalczył pierwsze pole startowe w klasie 2. W wyścigu prowadził do drugiego okrążenia. Na trzecim okrążeniu wyprzedził go Wojciech Smorawiński i wygrał wyścig. Za Smorawińskim i Kolasińskim dojechał Dariusz Kinderman.
W klasie 3 pole position zdobył Tomasz Barański. Na początku wyścigu prowadzenie objął jednak Włodzimierz Krukowski i utrzymał je do mety. Drugie miejsce zajął Barański, a trzecie Wojciech Cołoszyński, który tym samym został mistrzem klasy 3.
Zwycięzcą kwalifikacji w klasie 4 został Adam Polak. Na starcie wyścigu prowadzenie objął Henryk Mandera, ale Polak odzyskał je na drugim okrążeniu i został liderem do mety wyścigu. Drugi był Mandera, a trzeci Wacław Janowski, który obronił wywalczony przez rokiem tytuł mistrzowski.

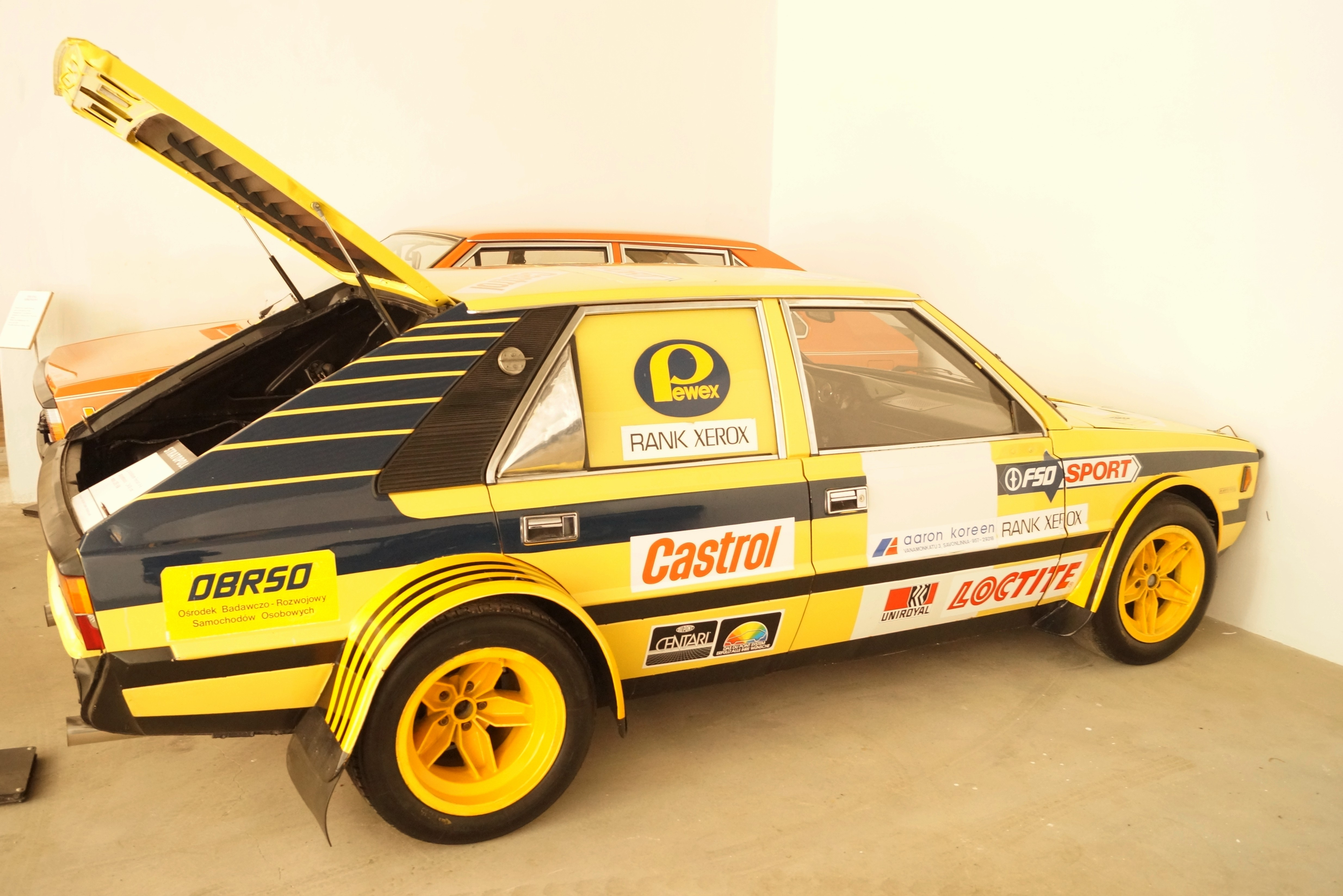
Podczas piątej eliminacji WSMP 1984 (Poznań II) wystartował Polonez 2500, którego prowadził Marian Bublewicz

Do poznańskiej eliminacji zgłoszony został Marian Bublewicz na Polonezie 2500, potocznie zwanym „Stratopolonezem”, wyposażonym w silnik Lancii Stratos o pojemności 2,5 litra. Bublewicz nie wziął udziału w treningu, który wygrał Adam Polak. Startujący z ostatniego miejsca Bublewicz już na pierwszym okrążeniu wyprzedził wszystkich konkurentów i objął prowadzenie, które utrzymał do mety. Drugi na mecie Jerzy Dyszy (Łada) stracił do Bublewicza 4,2 sekundy, chociaż Bublewicz utrzymywał, że starał się jechać powoli, ponieważ od jego czasu zależał poziom handicapu w planowanym później Grand Prix Poznania. Bublewicz nie zdobył jednak punktów w WSMP, ponieważ jego pojazd, zaklasyfikowany jako prototyp krajowo-zagraniczny, nie mieścił się w regulaminie klasy 5. Formalnie zwycięstwo odniósł więc Dyszy, przed Edwardem Kindermanem i Andrzejem Kleiną. Mistrzostwo zdobył Kinderman, którego konkurent w walce o tytuł, Maciej Bogusławski, odpadł z wyścigu wskutek awarii samochodu.

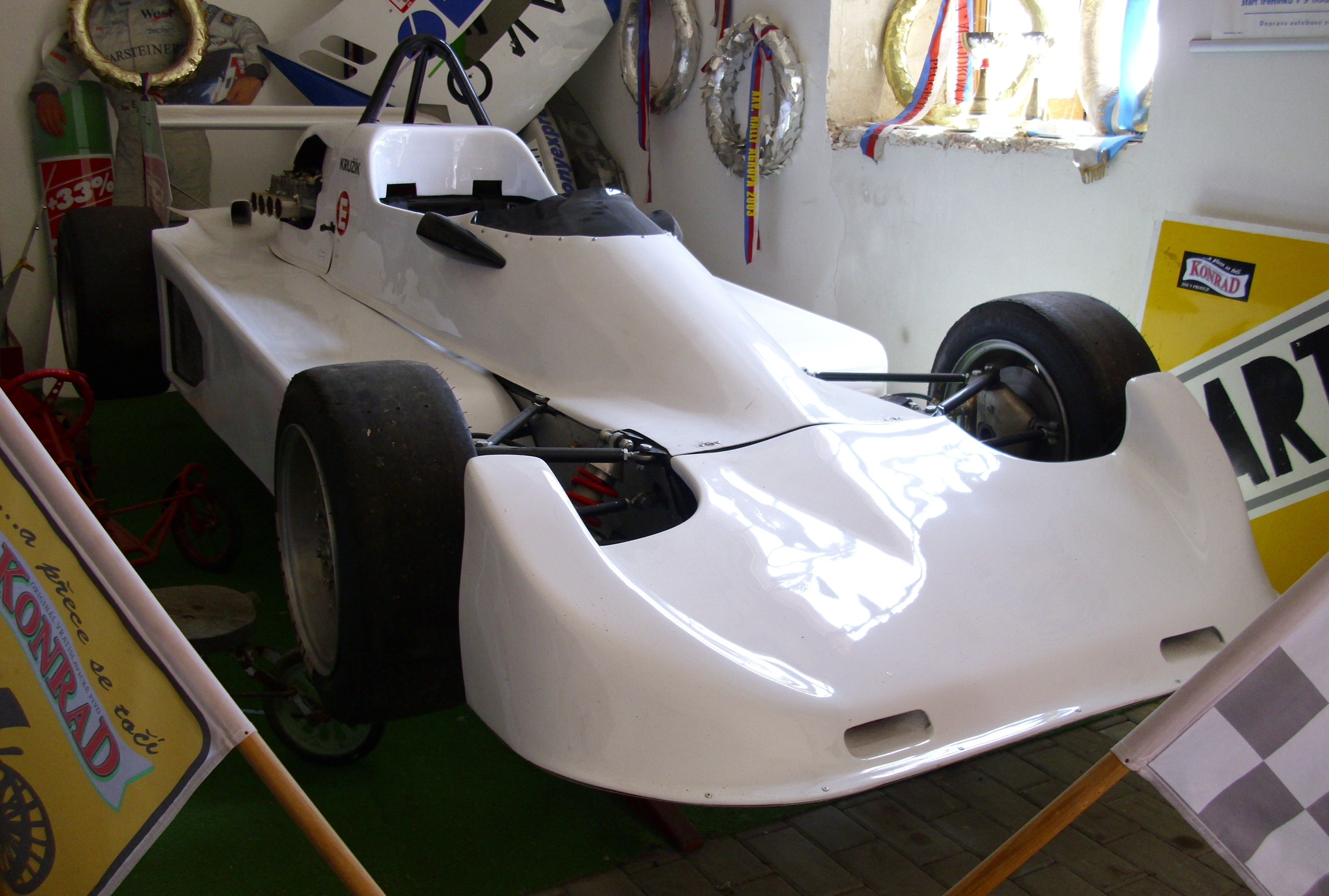
MTX 1-06 – samochód, którym Jerzy Mazur zdobył tytuł mistrzowski w klasie 6

W klasie 6 pole position zdobył lider klasyfikacji, Jerzy Mazur, podczas gdy jego rywal w walce o tytuł, Jacek Szmidt, startował z siódmego miejsca. Po starcie Mazur utrzymał prowadzenie, a Szmidt awansował na piąte miejsce. Jednakże w dalszej części wyścigu wskutek awarii sprzęgła Szmidt zjechał na pit-stop, gdzie naprawa usterki zajęła mechanikom półtora okrążenia. Tymczasem na trzecim okrążeniu Mazur stracił prowadzenie na rzecz Stefana Banaszaka, a później został wyprzedzony jeszcze przez Andrzeja Wojciechowskiego. Na podium stanęli zatem Banaszek, Wojciechowski i Mazur, co było pierwszym zwycięstwem polskiego samochodu (Promot) w krajowej Formule Easter w 1984 roku. Szmidt zajął jedenaste miejsce, co oznaczało, że mistrzostwo klasy 6 zdobył Jerzy Mazur.
Pierwsze pole startowe w klasie 7 zdobył Mariusz Podkalicki. Kierowca ten utrzymał prowadzenie na pierwszym okrążeniu. Startujący z czwartego miejsca mistrz Polski, Jerzy Krotoski, wyprzedził Podkalickiego na drugim okrążeniu. Na ósmym okrążeniu Podkalicki odzyskał prowadzenie, ponieważ w pojeździe Krotoskiego uszkodzeniu uległa opona i wycofał się on z wyścigu. Zwyciężył Podkalicki, a podium uzupełnili Grzegorz Kamiński i Ryszard Zygmunt.
Automobilklub Warszawski I, uzyskując 143 punkty, wygrał klasyfikację zespołową w Poznaniu. Tytuł mistrzowski wśród zespołów zdobył jednakże Automobilklub Wielkopolski.
Organizatorzy eliminacji w Poznaniu rozegrali również Grand Prix Poznania, czyli handicapowy wyścig dla klas 1–5 na dystansie dziesięciu okrążeń. O przewadze niższych klas decydowały czasy uzyskane podczas regularnych wyścigów. W ten sposób za klasą 1 ruszała po upływie 114 sekund klasa 2. Po następnych 54 sekundach startowała klasa 3. 3 minuty i 50 sekund po klasie 1 ruszała klasa 4, a cztery sekundy później – klasa 5. Marian Bublewicz startował 5 minut i 44 sekundy po klasie 1. Wyścig wygrał Bublewicz, przed Polakiem i Krukowskim.
5 eliminacja (Poznań) – skrócone rezultaty
| Klasa | Miejsce 1                                | Miejsce 2                                | Miejsce 3                               |
| ----- | ---------------------------------------- | ---------------------------------------- | --------------------------------------- |
| 1     | Jacek Chojnacki (Polski Fiat 126p)       | Zbyszko Gaik (Polski Fiat 126p)          | Krzysztof Witt (Polski Fiat 126p)       |
| 2     | Wojciech Smorawiński (Polski Fiat 126p)  | Piotr Kolasiński (Polski Fiat 126p)      | Dariusz Kinderman (Polski Fiat 126p)    |
| 3     | Włodzimierz Krukowski (Polski Fiat 126p) | Tomasz Barański (Polski Fiat 126p)       | Wojciech Cołoszyński (Polski Fiat 126p) |
| 4     | Adam Polak (Polski Fiat 125p 1500)       | Henryk Mandera (Łada 1300)               | Wacław Janowski (Zastava 1300)          |
| 5     | Jerzy Dyszy (Łada)                       | Edward Kinderman (Polonez Prototyp 1800) | Andrzej Kleina (Opel Kadett)            |
| 6     | Stefan Banaszak (Promot 83)              | Andrzej Wojciechowski (Promot 83)        | Jerzy Mazur (MTX 1-06)                  |
| 7     | Mariusz Podkalicki (Promot 76)           | Grzegorz Kamiński (Promot 82)            | Ryszard Zygmunt (Promot 82)             |

## Odbiór
Janusz Śmiłowski, redaktor „Sportu”, poddał krytyce krótkie, 40-kilometrowe dystanse wyścigów w ramach WSMP, przez co jego zdaniem spadała atrakcyjność eliminacji. Problemem według Śmiłowskiego był również brak odpowiedniej reklamy samych wyścigów oraz położenie torów z dala od centrów miast. Mnogość klas nie wpływała zdaniem redaktora pozytywnie na zaakcentowanie rywalizacji samochodów wyścigowych, które uczestniczą wszakże w ramach Pucharu Pokoju i Przyjaźni. Śmiłowski krytykował używane w samochodach wyścigowych silniki, słabsze o około 20 KM od zagranicznych rywali uczestniczących w Pucharze Pokoju i Przyjaźni; używanie takich jednostek wynikało z faktu, iż Polacy zbyt późno dowiedzieli się o nowym regulaminie, pozwalającym w większym stopniu modyfikować silniki Łady. Wśród pozytywnych cech WSMP Śmiłowski wyróżnił natomiast towarzyszące wyścigom emocje (mimo krótkich dystansów) oraz frekwencję kibiców. W podsumowaniu sezonu 1984 Śmiłowski zwracał uwagę, iż uznawany za faworyta w klasie 6 Jacek Szmidt wskutek kilku niepomyślnych wyścigów (Toruń, Kielce II, Poznań II) nie zdobył mistrzostwa. W klasie 5 redaktor „Sportu” zaakcentował awaryjność MB-03 Macieja Bogusławskiego oraz regularność Edwarda Kindermana, dzięki której zdobył on tytuł mimo braku zwycięstwa w choćby jednej eliminacji. Za odkrycia sezonu Śmiłowski uznał Stefana Banaszaka i Mariusza Podkalickiego.
Z kolei Zbigniew Kulczyński, pracownik Ośrodka Techniczno-Zaopatrzeniowego produkującego samochody Promot, zwracał uwagę na słaby stan sprzętu w trakcie sezonu 1984. Kulczyński, podobnie jak Śmiłowski, krytykował stosowane w samochodach wyścigowych silniki, zwracał również uwagę na fakt, że przeróbek silników dokonują sami kierowcy. Kulczyński zaznaczył ponadto, iż problemem jest uzyskanie takich części, jak śruby czy łożyska, a dodatkowy kłopot sprawia pozyskanie optymalnych opon, jako że ogumienie Barum znajduje się w Polsce w niedostatecznej ilości.
Jacek Szmidt zauważył natomiast, iż jednym z problemów jest poziom bezpieczeństwa polskich torów, które uniemożliwiają kierowcom ich bezpiecznie opuszczenie w sytuacji wypadku. W przypadku toru w Kielcach problemem zdaniem Szmidta był również brak poboczy.

## Klasyfikacje
| Legenda oznaczeń w tabelach wyników Wyświetl szablon na nowej stronie | Legenda oznaczeń w tabelach wyników Wyświetl szablon na nowej stronie                                                                     |
| Oznaczenie                                                            | Wyjaśnienie |
| --------------------------------------------------------------------- | --- |
| Złoty                                                                 | Zwycięzca lub mistrzostwo |
| Srebrny                                                               | 2. miejsce lub wicemistrzostwo |
| Brązowy                                                               | 3. miejsce lub II wicemistrzostwo |
| Zielony                                                               | Ukończył, punktował (w klasyfikacji generalnej, gdy zdobył co najmniej jeden punkt na przestrzeni sezonu, poza trzema powyższymi opcjami) |
| Niebieski                                                             | Ukończył, nie punktował (w klasyfikacji generalnej, gdy nie zdobył co najmniej jednego punktu na przestrzeni sezonu)                      |
| Czerwony                                                              | Nie zakwalifikował się (NZ) |
| Czerwony                                                              | Nie prekwalifikował się (NPK) |
| Różowy                                                                | Nie ukończył (NU) |
| Różowy                                                                | Niesklasyfikowany (NS) (w klasyfikacji generalnej, gdy nie został sklasyfikowany w żadnym wyścigu sezonu)                                 |
| Czarny                                                                | Zdyskwalifikowany (DK) |
| Czarny                                                                | Wykluczony (WYK/EX) |
| Biały                                                                 | Nie wystartował (NW) |
| Biały                                                                 | Kontuzjowany (K/INJ) |
| Biały                                                                 | Wyścig odwołany (OD/C) |
| Bez koloru                                                            | Został wycofany (WYC/WD) |
| Bez koloru                                                            | Nie przybył (NP/DNA) |
| Bez koloru                                                            | Nie brał udziału w treningach (NT/DNP) |
| Bez koloru                                                            | Nie został zgłoszony (–) |
| Pogrubienie                                                           | Start z pole position |
| Kursywa                                                               | Najszybsze okrążenie wyścigu |
| †                                                                     | Nie ukończył, ale jego rezultat został zaliczony ze względu na przejechanie więcej niż 90% dystansu wyścigu.                              |
| *                                                                     | Sezon w trakcie |
| 1/2/3                                                                 | Punktowana pozycja w sprincie kwalifikacyjnym                                                                                             |
| Lista systemów punktacji Formuły 1                                    | |

Opracowano na podstawie materiału źródłowego

### Kierowcy

#### Klasa 1
| Poz. | Kierowca                | Zespół                  | Samochód         | Nr  | POZ | KIE | TOR | KIE | POZ | Punkty |
| ---- | ----------------------- | ----------------------- | ---------------- | --- | --- | --- | --- | --- | --- | ------ |
| 1    | Jacek Chojnacki         | AK Warszawski           | Polski Fiat 126p | 014 | 3   | 1   | 1   | 1   | 1   | 200    |
| 2    | Zbyszko Gaik            | AK Wielkopolski         | Polski Fiat 126p | 023 | 1   | 2   | 4   | 2   | 2   | 188    |
| 3    | Zdzisław Brymora        | AK Częstochowski        | Polski Fiat 126p | 07  | 2   | 3   | 2   | 3   | 4   | 178    |
| 4    | Leszek Wojdaliński      | AK Warszawski           | Polski Fiat 126p | 016 | 6   | 17  | 3   | 5   | 5   | 162    |
| 5    | Robert Herba            | AK Śląski               | Polski Fiat 126p | 018 | 4   | 8   | 6   | 4   | 7   | 159    |
| 6    | Sławomir Zagórski       | AK Śląski               | Polski Fiat 126p | 031 | 5   | 4   | NU  | 6   | 6   | 159    |
| 7    | Krzysztof Witt          | AK Wielkopolski         | Polski Fiat 126p | 022 | 7   | 9   | 8   | 10  | 3   | 154    |
| 8    | Adam Mazurek            | AK Warszawski           | Polski Fiat 126p | 011 | 10  | 13  | 7   | 7   | 9   | 147    |
| 9    | Jacek Iwański           | AK Warszawski           | Polski Fiat 126p | 034 | –   | 11  | 9   | 8   | 11  | 141    |
| 10   | Bogusław Chałupnik      | AK Beskidzki            | Polski Fiat 126p | 017 | 11  | 7   | 10  | 12  | –   | 140    |
| 11   | Bogumił Kut             | AK Śląski               | Polski Fiat 126p | 020 | 14  | DK  | 12  | 14  | 14  | 126    |
| 12   | Henryk Wiśniak          | AK Rzemieślnik Warszawa | Polski Fiat 126p | 027 | –   | 16  | 11  | 15  | 16  | 122    |
| 13   | Witold Paradowski       | AK Częstochowski        | Polski Fiat 126p | 036 | 9   | 10  | DK  | 9   | –   | 107    |
| 14   | Andrzej Kopczyński      | AK Łódzki               | Polski Fiat 126p | 047 | –   | DK  | 14  | 13  | 13  | 95     |
| 15   | Mirosław Świejkowski    | AK Toruński             | Polski Fiat 126p | 025 | 8   | DK  | 5   | DK  | –   | 77     |
| 16   | Andrzej Martynkin       | AK Rzemieślnik Warszawa | Polski Fiat 126p | 08  | –   | 15  | NU  | –   | 8   | 67     |
| 16   | Sławomir Wysmyk         | AK Łódzki               | Polski Fiat 126p | 010 | –   | NU  | DK  | 11  | 12  | 67     |
| 18   | Piotr Tonderski         | AK Rzemieślnik Warszawa | Polski Fiat 126p | 05  | 13  | 12  | –   | –   | –   | 65     |
| 19   | Jarosław Jankun         | AK Śląski               | Polski Fiat 126p | 019 | 12  | 14  | –   | –   | –   | 64     |
| 20   | Krzysztof Mieszczański  | AK Kaliski              | Polski Fiat 126p | 02  | 17  | NU  | 15  | DK  | –   | 58     |
| 21   | Krzysztof Winkowski     | AK Warszawski           | Polski Fiat 126p | 012 | –   | 5   | NU  | –   | –   | 40     |
| 22   | Robert Krotoski         | AK Wielkopolski         | Polski Fiat 126p | 015 | NU  | 6   | NU  | –   | –   | 39     |
| 23   | Krzysztof Bociąga       | AK Rzemieślnik Warszawa | Polski Fiat 126p | 049 | –   | –   | –   | –   | 10  | 35     |
| 24   | Bogdan Ślęga            | AK Rzemieślnik Warszawa | Polski Fiat 126p | 04  | –   | –   | 13  | –   | –   | 32     |
| 25   | Leszek Grynhoff         | AK Wielkopolski         | Polski Fiat 126p | 021 | 15  | –   | –   | –   | –   | 30     |
| 25   | Andrzej Habas           | AK Śląski               | Polski Fiat 126p | 033 | –   | –   | DK  | NU  | 15  | 30     |
| 27   | Ireneusz Trzeszczkowski | AK Toruński             | Polski Fiat 126p | 09  | 16  | NU  | DK  | DK  | –   | 29     |
| NS   | Jerzy Janik             | AK Beskidzki            | Polski Fiat 126p | 024 | NU  | –   | –   | –   | –   | 0      |
| NS   | Włodzimierz Pawluczuk   | AK Rzemieślnik Warszawa | Polski Fiat 126p | 03  | –   | –   | NU  | –   | –   | 0      |
| NS   | Krzysztof Caputa        | AK Beskidzki            | Polski Fiat 126p | 038 | –   | –   | NU  | –   | –   | 0      |

#### Klasa 2
| Poz. | Kierowca                | Zespół                     | Samochód         | Nr  | POZ | KIE | TOR | KIE | POZ | Punkty |
| ---- | ----------------------- | -------------------------- | ---------------- | --- | --- | --- | --- | --- | --- | ------ |
| 1    | Dariusz Kinderman       | AK Śląski                  | Polski Fiat 126p | 190 | 2   | 1   | 1   | 1   | 3   | 196    |
| 2    | Piotr Kolasiński        | AK Wielkopolski            | Polski Fiat 126p | 158 | 5   | 2   | 4   | 5   | 2   | 173    |
| 3    | Krzysztof Caputa        | FSM Bielsko – AK Beskidzki | Polski Fiat 126p | 109 | 4   | 3   | 2   | 9   | 4   | 171    |
| 4    | Antoni Skudło           | AK Śląski                  | Polski Fiat 126p | 123 | 10  | 5   | 9   | 8   | 5   | 153    |
| 5    | Stanisław Dawid         | AK Częstochowski           | Polski Fiat 126p | 149 | 8   | DK  | 10  | 4   | 6   | 152    |
| 6    | Wojciech Smorawiński    | AK Wielkopolski            | Polski Fiat 126p | 125 | –   | –   | 3   | 2   | 1   | 139    |
| 7    | Jerzy Wierzbołowski     | AK Dolnośląski             | Polski Fiat 126p | 177 | 1   | 4   | NU  | NU  | 8   | 128    |
| 8    | Waldemar Mrówczyński    | AK Wielkopolski            | Polski Fiat 126p | 119 | 23  | NU  | 6   | 15  | 15  | 121    |
| 9    | Jarosław Koziczak       | AK Wielkopolski            | Polski Fiat 126p | 108 | NU  | –   | 5   | 10  | 7   | 113    |
| 10   | Zbigniew Kordek         | AK Beskidzki               | Polski Fiat 126p | 128 | 3   | NU  | 13  | NS  | 10  | 110    |
| 11   | Zbigniew Czarnocki      | AK Warszawski              | Polski Fiat 126p | 153 | 16  | NU  | 7   | NU  | 11  | 101    |
| 12   | Włodzimierz Pawluczuk   | AK Rzemieślnik Warszawa    | Polski Fiat 126p | 103 | 11  | –   | 19  | NU  | 9   | 96     |
| 13   | Wojciech Ryszewski      | AK Włocławski              | Polski Fiat 126p | 131 | 21  | DK  | 11  | 11  | –   | 92     |
| 14   | Andrzej Grabowski       | AK Morski                  | Polski Fiat 126p | 122 | 18  | –   | NU  | 14  | 16  | 87     |
| 15   | Piotr Rakowski          | AK Cieszyński              | Polski Fiat 126p | 132 | –   | –   | 8   | 7   | –   | 75     |
| 16   | Sławomir Kruk           | AK Świętokrzyski           | Polski Fiat 126p | 140 | 19  | NU  | –   | 3   | –   | 69     |
| 17   | Tadeusz Suchoń          | AK Rzemieślnik Warszawa    | Polski Fiat 126p | 143 | 17  | –   | –   | 6   | –   | 67     |
| 18   | Andrzej Pięta           | AK Łódzki                  | Polski Fiat 126p | 173 | 6   | DK  | 21  | NU  | –   | 63     |
| 19   | Marek Greszta           | AK Dolnośląski             | Polski Fiat 126p | 118 | –   | –   | 17  | 12  | –   | 61     |
| 20   | Angelo Gilli            | AK Beskidzki               | Polski Fiat 126p | 107 | 15  | DK  | 16  | NU  | –   | 59     |
| 21   | Ireneusz Trzeszczkowski | AK Toruński                | Polski Fiat 126p | 09  | 24  | DK  | –   | NU  | 13  | 53     |
| 21   | Andrzej Martynkin       | AK Rzemieślnik Warszawa    | Polski Fiat 126p | 08  | –   | –   | 20  | –   | 17  | 53     |
| 23   | Bogdan Pawlak           | AK Warszawski              | Polski Fiat 126p | 110 | 7   | NU  | –   | –   | –   | 38     |
| 24   | Jacek Marcinkiewicz     | AK Śląski                  | Polski Fiat 126p | 144 | 9   | DK  | –   | –   | –   | 36     |
| 25   | Piotr Polak             | AK Beskidzki               | Polski Fiat 126p | 165 | 12  | –   | –   | –   | –   | 33     |
| 25   | Tadeusz Kotas           | AK Cieszyński              | Polski Fiat 126p | 159 | –   | DK  | 12  | NU  | –   | 33     |
| 25   | Krzysztof Winkowski     | AK Warszawski              | Polski Fiat 126p | 116 | –   | NU  | NU  | –   | 12  | 33     |
| 28   | Paweł Puchalski         | AK Warszawski              | Polski Fiat 126p | 130 | 13  | NU  | –   | –   | –   | 32     |
| 28   | Marek Przybyła          | AK Beskidzki               | Polski Fiat 126p | 102 | –   | DK  | –   | 13  | –   | 32     |
| 30   | Andrzej Chełstowski     | AK Szczeciński             | Polski Fiat 126p | 141 | 14  | –   | –   | –   | –   | 31     |
| 30   | Bogdan Ślęga            | AK Rzemieślnik Warszawa    | Polski Fiat 126p | 04  | –   | –   | 14  | NU  | –   | 31     |
| 30   | Bogumił Kut             | AK Śląski                  | Polski Fiat 126p | 020 | –   | –   | –   | –   | 14  | 31     |
| 33   | Jacek Chojnacki         | AK Warszawski              | Polski Fiat 126p | 014 | –   | –   | 15  | –   | –   | 30     |
| 34   | Mariusz Stuszewski      | AK Warszawski              | Polski Fiat 126p | 179 | –   | –   | 18  | NU  | –   | 27     |
| 34   | Mario Stula             | AK Śląski                  | Polski Fiat 126p | 148 | –   | NU  | NU  | NU  | 18  | 27     |
| 36   | Witold Witkowski        | AK Szczeciński             | Polski Fiat 126p | 142 | 20  | DK  | –   | –   | –   | 25     |
| 37   | Andrzej Polkowski       | AK Lubelski                | Polski Fiat 126p | 198 | 22  | DK  | –   | –   | –   | 25     |
| 38   | Kazimierz Krawczyk      | AK Zielonogórski           | Polski Fiat 126p | 121 | 25  | –   | –   | –   | –   | 25     |
| NS   | Jacek Czyżewski         | AK Rzemieślnik Warszawa    | Polski Fiat 126p | 133 | NU  | DK  | NU  | NU  | –   | 0      |
| NS   | Jarosław Adamiak        | AK Szczeciński             | Polski Fiat 126p | 156 | NU  | –   | –   | –   | –   | 0      |
| NS   | Bogusław Pająk          | AK Szczeciński             | Polski Fiat 126p | 169 | NU  | –   | –   | –   | –   | 0      |
| NS   | Robert Gajór            | AK Morski                  | Polski Fiat 126p | 199 | NU  | –   | –   | –   | –   | 0      |
| NS   | Robert Herba            | AK Śląski                  | Polski Fiat 126p | 018 | –   | NU  | –   | –   | –   | 0      |
| NS   | Piotr Zuber             | AK Beskidzki               | Polski Fiat 126p | 112 | –   | DK  | NU  | –   | –   | 0      |
| NS   | Grzegorz Grabowski      | AK Warszawski              | Polski Fiat 126p | 145 | –   | NU  | –   | –   | –   | 0      |
| NS   | Andrzej Stachurski      | AK Lubelski                | Polski Fiat 126p | 196 | –   | NU  | –   | –   | –   | 0      |

#### Klasa 3
| Poz. | Kierowca              | Zespół                  | Samochód         | Nr  | POZ | KIE | TOR | KIE | POZ | Punkty |
| ---- | --------------------- | ----------------------- | ---------------- | --- | --- | --- | --- | --- | --- | ------ |
| 1    | Wojciech Cołoszyński  | AK Warszawski           | Polski Fiat 126p | 294 | 3   | NU  | 2   | 2   | 3   | 178    |
| 2    | Tomasz Barański       | AK Łódzki               | Polski Fiat 126p | 203 | 2   | NU  | 14  | 1   | 2   | 173    |
| 3    | Andrzej Godula        | AK Krakowski            | Trabant 600      | 257 | 4   | 1   | 16  | 4   | –   | 161    |
| 4    | Zbigniew Zapędowski   | AK Łódzki               | Polski Fiat 126p | 254 | NU  | 5   | 3   | 7   | 10  | 156    |
| 5    | Witalis Misiewicz     | AK Lubelski             | Polski Fiat 126p | 146 | –   | 10  | 6   | 5   | 7   | 152    |
| 6    | Zbigniew Szwagierczak | AK Wielkopolski         | Polski Fiat 126p | 227 | 19  | 3   | NU  | 6   | 4   | 149    |
| 7    | Włodzimierz Krukowski | AK Świętokrzyski        | Polski Fiat 126p | 266 | 1   | 4   | NU  | NU  | 1   | 141    |
| 7    | Wojciech Ryszewski    | AK Włocławski           | Polski Fiat 126p | 131 | NU  | 12  | 4   | 10  | 13  | 141    |
| 9    | Piotr Zuber           | AK Beskidzki            | Polski Fiat 126p | 112 | –   | 11  | 5   | 19  | 5   | 140    |
| 10   | Włodzimierz Pawluczuk | AK Rzemieślnik Warszawa | Polski Fiat 126p | 103 | 10  | 7   | 13  | 11  | –   | 139    |
| 11   | Adam Michalski        | AK Warszawski           | Polski Fiat 126p | 253 | 17  | 13  | 8   | 14  | 11  | 134    |
| 12   | Andrzej Stachurski    | AK Lubelski             | Polski Fiat 126p | 196 | –   | 14  | 9   | 13  | 12  | 132    |
| 13   | Michał Adamski        | AK Łódzki               | Polski Fiat 126p | 256 | 6   | 6   | NU  | –   | 6   | 117    |
| 14   | Marian Czapka         | AK Cieszyński           | Polski Fiat 126p | 214 | NU  | –   | 12  | 8   | 8   | 107    |
| 15   | Adam Sowa             | AK Rzemieślnik Warszawa | Polski Fiat 126p | 217 | NU  | NU  | 1   | 3   | –   | 93     |
| 15   | Iwona Mianowska       | AK Krakowski            | Polski Fiat 126p | 287 | –   | NU  | 11  | 16  | 15  | 93     |
| 17   | Witold Witkowski      | AK Szczeciński          | Polski Fiat 126p | 142 | 16  | 17  | 15  | –   | –   | 87     |
| 18   | Kazimierz Sołtowski   | AK Szczeciński          | Trabant 600      | 260 | 12  | 2   | –   | –   | –   | 79     |
| 19   | Tadeusz Bryczek       | AK Beskidzki            | Polski Fiat 126p | 226 | 7   | 9   | –   | NU  | –   | 74     |
| 20   | Marek Greszta         | AK Dolnośląski          | Polski Fiat 126p | 118 | –   | –   | 10  | –   | 14  | 66     |
| 21   | Jerzy Wierzbołowski   | AK Dolnośląski          | Polski Fiat 126p | 177 | 5   | 20  | NW  | –   | –   | 65     |
| 21   | Mirosław Krachulec    | AK Częstochowski        | Polski Fiat 126p | 252 | 8   | –   | 17  | –   | –   | 65     |
| 23   | Paweł Puchalski       | AK Warszawski           | Polski Fiat 126p | 130 | 14  | 19  | –   | –   | –   | 57     |
| 23   | Andrzej Polkowski     | AK Lubelski             | Polski Fiat 126p | 198 | 15  | 18  | –   | –   | –   | 57     |
| 25   | Andrzej Grabowski     | AK Morski               | Polski Fiat 126p | 122 | NU  | –   | NU  | 18  | 16  | 56     |
| 26   | Krzysztof Winkowski   | AK Warszawski           | Polski Fiat 126p | 116 | –   | NU  | 7   | –   | –   | 38     |
| 27   | Dariusz Kinderman     | AK Śląski               | Polski Fiat 126p | 190 | –   | 8   | NU  | –   | –   | 37     |
| 28   | Piotr Polak           | AK Beskidzki            | Polski Fiat 126p | 165 | 9   | –   | –   | –   | –   | 36     |
| 28   | Tadeusz Suchoń        | AK Rzemieślnik Warszawa | Polski Fiat 126p | 143 | –   | –   | –   | 9   | –   | 36     |
| 28   | Wojciech Urbański     | AK Śląski               | Polski Fiat 126p | 270 | –   | –   | NU  | –   | 9   | 36     |
| 31   | Stanisław Dawid       | AK Częstochowski        | Polski Fiat 126p | 149 | 11  | NU  | –   | –   | –   | 34     |
| 32   | Angelo Gilli          | AK Beskidzki            | Polski Fiat 126p | 107 | –   | –   | NU  | 12  | –   | 33     |
| 33   | Andrzej Chełstowski   | AK Szczeciński          | Polski Fiat 126p | 141 | 13  | –   | –   | –   | –   | 32     |
| 34   | Sławomir Kruk         | AK Świętokrzyski        | Polski Fiat 126p | 140 | NU  | 15  | –   | –   | –   | 30     |
| 34   | Tadeusz Kotas         | AK Cieszyński           | Polski Fiat 126p | 159 | –   | –   | NU  | 15  | –   | 30     |
| 36   | Klaudiusz Rak         | AK Śląski               | Polski Fiat 126p | 238 | –   | 16  | NU  | –   | –   | 29     |
| 37   | Mario Stula           | AK Śląski               | Polski Fiat 126p | 148 | –   | –   | NU  | 17  | –   | 28     |
| 38   | Jacek Czyżewski       | AK Rzemieślnik Warszawa | Polski Fiat 126p | 133 | 18  | NU  | NU  | NU  | –   | 27     |
| NS   | Zbigniew Kordek       | AK Beskidzki            | Polski Fiat 126p | 128 | NU  | NU  | NU  | –   | –   | 0      |
| NS   | Robert Gajór          | AK Morski               | Polski Fiat 126p | 199 | NU  | –   | –   | –   | –   | 0      |
| NS   | Mirosław Kordek       | AK Beskidzki            | Polski Fiat 126p | 220 | NU  | NU  | –   | –   | –   | 0      |
| NS   | Antoni Skudło         | AK Śląski               | Polski Fiat 126p | 123 | –   | –   | NU  | –   | –   | 0      |
| NS   | Piotr Kolasiński      | AK Wielkopolski         | Polski Fiat 126p | 158 | –   | –   | NU  | –   | –   | 0      |
| NS   | Jacek Niglus          | AK Śląski               | Polski Fiat 126p | 230 | –   | –   | NU  | –   | –   | 0      |
| NS   | Andrzej Kowalski      | AK Krakowski            | Polski Fiat 126p | 244 | –   | –   | NU  | NU  | –   | 0      |
| NS   | Bogusław Ejsmont      | AK Szczeciński          | Polski Fiat 126p | 269 | –   | –   | NU  | –   | –   | 0      |
| NS   | Andrzej Lasek         | AK Krakowski            | Polski Fiat 126p | 271 | –   | –   | –   | NU  | –   | 0      |

#### Klasa 4
| Poz. | Kierowca               | Zespół                  | Samochód              | Nr | POZ | KIE | TOR | KIE | POZ | Punkty |
| ---- | ---------------------- | ----------------------- | --------------------- | -- | --- | --- | --- | --- | --- | ------ |
| 1    | Wacław Janowski        | AK Dolnośląski          | Zastava 1300          | 4  | NU  | 1   | 1   | 1   | 3   | 193    |
| 2    | Andrzej Mielcarek      | AK Wielkopolski         | Zastava 1300          | 29 | 1   | 2   | 2   | 3   | –   | 185    |
| 3    | Henryk Mandera         | AK Śląski               | Łada 1300             | 8  | 2   | 3   | NU  | 6   | 2   | 174    |
| 4    | Marek Kozłowski        | AK Lubelski             | Łada 1300             | 9  | 5   | 5   | 3   | NU  | 4   | 164    |
| 5    | Krzysztof Godwod       | AK Rzemieślnik Warszawa | Polski Fiat 125p      | 19 | 4   | 4   | 9   | 4   | 6   | 164    |
| 6    | Andrzej Bajuk          | AK Włocławski           | Polski Fiat 125p      | 2  | –   | 6   | 5   | 9   | 8   | 152    |
| 7    | Jerzy Bekas            | AK Wielkopolski         | Polski Fiat 125p      | 5  | 10  | 7   | 6   | 8   | –   | 149    |
| 8    | Adam Polak             | AK Warszawski           | Polski Fiat 125p 1500 | 16 | 3   | NU  | NU  | 2   | 1   | 139    |
| 9    | Władysław Starkowski   | AK Dolnośląski          | Zastava 1100          | 31 | 6   | NU  | 8   | NU  | 5   | 116    |
| 10   | Czesław Trzeszczkowski | AK Toruński             | Polski Fiat 125p      | 36 | 12  | –   | 4   | 7   | –   | 112    |
| 11   | Andrzej Krzywda        | AK Śląski               | Polski Fiat 125p      | 17 | 9   | 8   | NU  | 10  | –   | 108    |
| 12   | Wiesław Wielochowski   | AK Warszawski           | Polski Fiat 125p      | 91 | –   | 8   | NU  | 10  | –   | 73     |
| 13   | Stanisław Polkowski    | AK Lubelski             | Polski Fiat 125p      | 23 | 7   | 11  | –   | –   | –   | 72     |
| 14   | Tadeusz Kudłaty        | AK Dolnośląski          | Polski Fiat 125p      | 6  | 8   | NU  | –   | 11  | –   | 71     |
| 15   | Romuald Chałas         | AK Warszawski           | Polski Fiat 125p      | 88 | 11  | 9   | –   | –   | –   | 70     |
| 16   | Zbigniew Janiec        | AK Piotrkowski          | Polski Fiat 125p      | 21 | –   | –   | –   | 5   | –   | 40     |
| 17   | Andrzej Kutelski       | AK Szczeciński          | Polski Fiat 125p 1500 | 32 | –   | –   | –   | –   | 7   | 38     |
| NS   | Piotr Nowicki          | AK Wielkopolski         | Polski Fiat 125p      | 1  | NU  | NU  | –   | –   | –   | 0      |
| NS   | Ryszard Kozłowski      | AK Lubelski             | Łada 1300             | 3  | –   | NU  | –   | –   | –   | 0      |

#### Klasa 5
| Poz. | Kierowca              | Zespół                  | Samochód                   | Nr  | POZ | KIE | TOR | KIE | POZ | Punkty |
| ---- | --------------------- | ----------------------- | -------------------------- | --- | --- | --- | --- | --- | --- | ------ |
| 1    | Edward Kinderman      | AK Śląski               | Polonez Prototyp 1800      | 51  | 5   | 2   | 2   | NU  | 2   | 178    |
| 2    | Piotr Nowicki         | AK Wielkopolski         | Polski Fiat 125p 1500      | 1   | 3   | –   | 4   | 3   | 6   | 166    |
| 3    | Jerzy Dyszy           | AK Rzemieślnik Warszawa | Polski Fiat 125p 1500 Łada | 60  | 6   | 8   | 6   | NU  | 1   | 165    |
| 4    | Andrzej Pazdor        | AK Krakowski            | Prototyp 1500              | 65  | NU  | 6   | 5   | 7   | 7   | 155    |
| 5    | Maciej Bogusławski    | AK Rzemieślnik Warszawa | MB-03                      | 43  | 1   | 1   | NU  | 4   | NU  | 141    |
| 6    | Andrzej Kleina        | AMK Drwęca              | Opel Kadett                | 52  | 2   | 3   | NU  | –   | 3   | 132    |
| 7    | Adam Polak            | AK Warszawski           | Polski Fiat 125p 1500      | 16  | –   | NU  | 1   | 2   | –   | 96     |
| 8    | Stanisław Polkowski   | AK Lubelski             | Polski Fiat 125p           | 23  | 8   | 5   | –   | –   | –   | 77     |
| 9    | Janusz Podleśny       | AK Lubelski             | Polski Fiat 125p           | 7   | –   | 9   | –   | –   | 5   | 76     |
| 10   | Włodzimierz Pawluczuk | AK Rzemieślnik Warszawa | Polski Fiat 126p 800       | 103 | –   | –   | 7   | 8   | –   | 75     |
| 11   | Bogdan Wozowicz       | KS Maraton Warszawa     | Ford Escort 2000           |     | –   | –   | –   | 1   | –   | 50     |
| 12   | Grzegorz Niśkiewicz   | AK Łódzki               | Opel Manta E               | 57  | –   | –   | 3   | –   | –   | 43     |
| 13   | Wacław Janowski       | AK Dolnośląski          | Zastava 1300               | 4   | 4   | NU  | NU  | –   | –   | 41     |
| 13   | Władysław Starkowski  | AK Dolnośląski          | Zastava 1300               | 31  | –   | 4   | NU  | –   | –   | 41     |
| 13   | Jerzy Franek          | AK Cieszyński           | Łada 1600 MTX              | 72  | –   | –   | –   | –   | 4   | 41     |
| 16   | Tadeusz Kudłaty       | AK Dolnośląski          | Polski Fiat 125p 1500      | 6   | –   | NU  | –   | 5   | –   | 40     |
| 17   | Mieczysław Dymek      | AK Krakowski            | Prototyp 1300              | 66  | –   | –   | NU  | 6   | –   | 39     |
| 18   | Andrzej Krzywda       | AK Śląski               | Polski Fiat 125p 1500      | 17  | 7   | NU  | –   | NU  | –   | 38     |
| 18   | Adam Sowa             | AK Rzemieślnik Warszawa | Polski Fiat 126p 1500      | 217 | –   | 7   | NU  | –   | –   | 38     |
| 20   | Robert Moritz         | AK Warszawski           | Łada 1600                  | 68  | 9   | NU  | –   | –   | –   | 36     |
| 20   | Marek Kozłowski       | AK Warszawski           | Łada 1300                  | 9   | NU  | –   | –   | 9   | –   | 36     |
| NS   | Ryszard Granica       | AK Cieszyński           | Łada 1600 MTX              | 69  | –   | NU  | –   | –   | –   | 0      |
| NS   | Włodzimierz Krukowski | AK Kielecki             | Polski Fiat 126p           | 266 | –   | NU  | –   | –   | –   | 0      |
| NS   | Mirosław Krachulec    | AK Częstochowski        | Ford Escort 2000           | 22  | –   | –   | –   | NU  | –   | 0      |

#### Klasa 6
| Poz. | Kierowca              | Zespół           | Samochód            | Nr | POZ | KIE | TOR | KIE | POZ | Punkty |
| ---- | --------------------- | ---------------- | ------------------- | -- | --- | --- | --- | --- | --- | ------ |
| 1    | Jerzy Mazur           | AK Dolnośląski   | MTX 1-06            | 3  | 8   | 1   | 1   | 1   | 3   | 193    |
| 2    | Stefan Banaszak       | AK Szczeciński   | Promot 83           | 10 | 3   | 3   | 2   | 2   | 1   | 185    |
| 3    | Jacek Szmidt          | AK Toruński      | MTX 1-06            | 5  | 1   | 2   | 3   | NU  | 11  | 173    |
| 4    | Józef Kiełbania       | AK Świętokrzyski | MTX 1-06            | 2  | 2   | 12  | 5   | 5   | 4   | 167    |
| 5    | Hieronim Kochański    | AK Warszawski    | MTX 1-03            | 6  | 6   | NS  | 4   | 3   | 5   | 163    |
| 6    | Tomasz Szczęsny       | AK Warszawski    | Promot 83           | 17 | NU  | 10  | 10  | 7   | 6   | 147    |
| 7    | Marek Kostikow        | AK Wielkopolski  | Promot 79           | 23 | 10  | 8   | 13  | 10  | –   | 139    |
| 8    | Romuald Chałas        | AK Warszawski    | Promot 79           | 14 | 13  | 9   | 12  | 11  | –   | 135    |
| 9    | Piotr Zaleski         | AK Morski        | Promot 83           | 8  | 4   | –   | 6   | 4   | –   | 121    |
| 10   | Tomasz Jeromin        | AK Świętokrzyski | Promot 79           | 4  | 5   | 5   | 8   | NU  | –   | 117    |
| 11   | Piotr Lenartowicz     | AK Świętokrzyski | Promot 79           | 15 | 9   | NU  | –   | 6   | 7   | 113    |
| 12   | Lech Wojciechowski    | AK Kaliski       | Promot 83           | 18 | 12  | NU  | 9   | 8   | –   | 106    |
| 13   | Andrzej Sumara        | AK Morski        | MTX 1-03            | 11 | 7   | 11  | NU  | 13  | –   | 104    |
| 14   | Ryszard Plucha        | AK Warszawski    | Promot 77           | 13 | –   | –   | 14  | 9   | 10  | 102    |
| 15   | Zbigniew Pokorski     | AK Świętokrzyski | Promot 76           | 24 | 11  | 13  | NU  | 12  | –   | 99     |
| 16   | Andrzej Wojciechowski | AK Śląski        | Promot 83           | 9  | –   | –   | 7   | NU  | 2   | 84     |
| 17   | Witold Nalewaj        | AK Szczeciński   | MTX 1-03            | 7  | NU  | 7   | 11  | –   | –   | 72     |
| 18   | Józef Gutmacher       | AK Śląski        | Promot 76           | 21 | NU  | 4   | 15  | –   | –   | 71     |
| 19   | Marek Obarski         | AK Wielkopolski  | Promot 79           | 19 | NU  | 14  | NU  | –   | 9   | 67     |
| 20   | Marek Głowacki        | AK Szczeciński   | Promot 76 Promot 83 | 16 | –   | 6   | NU  | –   | –   | 39     |
| 21   | Mariusz Podkalicki    | AK Szczeciński   | MTX 1-03            | 7  | –   | –   | –   | –   | 8   | 37     |
| 22   | Andrzej Kuchta        | AK Beskidzki     | Promot 69           | 26 | –   | –   | –   | –   | 12  | 33     |
| 23   | Jan Kościuszko        | AK Krakowski     | Promot 70           | 20 | –   | 15  | –   | –   | –   | 30     |

#### Klasa 7
| Poz. | Kierowca              | Zespół                  | Samochód  | Nr | POZ | KIE | TOR | KIE | POZ | Punkty |
| ---- | --------------------- | ----------------------- | --------- | -- | --- | --- | --- | --- | --- | ------ |
| 1    | Jerzy Krotoski        | AK Wielkopolski         | Promot 82 | 60 | 1   | 1   | 1   | 2   | NU  | 196    |
| 2    | Mariusz Podkalicki    | AK Szczeciński          | Promot 76 | 48 | 3   | 2   | –   | 1   | 1   | 189    |
| 3    | Tomasz Sikora         | AK Świętokrzyski        | Promot 82 | 57 | 5   | 6   | 2   | 5   | –   | 165    |
| 4    | Ryszard Zygmunt       | AK Morski               | Promot 82 | 54 | 4   | NU  | 7   | 3   | –   | 165    |
| 5    | Piotr Górecki         | AK Morski               | Promot 77 | 41 | 13  | 8   | 3   | 6   | 6   | 158    |
| 6    | Janusz Orłowski       | AK Szczeciński          | OPO5 83   | 58 | 6   | 7   | 4   | 7   | –   | 156    |
| 7    | Eugeniusz Zarzycki    | AK Rzemieślnik Warszawa | Promot 81 | 51 | NU  | 4   | 16  | 4   | 5   | 151    |
| 8    | Jarosław Podsiadło    | AK Świętokrzyski        | Promot 75 | 44 | 7   | NU  | 9   | 8   | 8   | 148    |
| 9    | Marek Oryński         | AK Krakowski            | Promot 77 | 46 | –   | 9   | 5   | 12  | 7   | 147    |
| 10   | Kazimierz Sołtowski   | AK Szczeciński          | Promot 82 | 47 | 10  | 10  | 6   | 11  | –   | 143    |
| 11   | Artur Skwarzyński     | AK Rzemieślnik Warszawa | Promot 82 | 56 | 11  | –   | 14  | 10  | 4   | 141    |
| 12   | Artur Makowski        | AK Świętokrzyski        | Promot 76 | 45 | 17  | 12  | 15  | 14  | 11  | 128    |
| 13   | Grzegorz Kamiński     | AK Toruński             | Promot 82 | 55 | 9   | –   | DK  | 9   | 2   | 118    |
| 14   | Andrzej Proć          | AK Częstochowski        | Promot 81 | 52 | NU  | NU  | 13  | 13  | 9   | 100    |
| 15   | Mirosław Kłoda        | AK Świętokrzyski        | Promot 76 | 63 | –   | 11  | 11  | 15  | –   | 98     |
| 16   | Marek Bogusz          | AK Kaliski              | Promot 77 | 42 | 18  | –   | 10  | 16  | –   | 91     |
| 17   | Andrzej Wojciechowski | AK Śląski               | Promot 76 | 65 | 2   | 5   | NU  | –   | –   | 86     |
| 18   | Eugeniusz Kulawik     | AK Śląski               | Promot 76 | 53 | 8   | 3   | NU  | NU  | –   | 80     |
| 19   | Tomasz Osterloff      | AK Toruński             | Promot 75 | 43 | 15  | NU  | 8   | NU  | –   | 67     |
| 20   | Dariusz Nowaczyński   | AK Wielkopolski         | Promot 77 | 61 | –   | NU  | 12  | 17  | –   | 61     |
| 21   | Krzysztof Kotowicz    | AK Wielkopolski         | Promot 74 | 64 | NU  | NU  | NU  | –   | 10  | 35     |
| 22   | Andrzej Grochowski    | AK Warszawski           | Promot 81 | 49 | 12  | –   | –   | –   | –   | 33     |
| 22   | Robert Gajór          | AK Morski               | Promot 76 | 65 | –   | –   | –   | NU  | 12  | 33     |
| 24   | Aleksander Majerczak  | AK Wielkopolski         | Promot 75 | 62 | 14  | –   | –   | –   | –   | 31     |
| 25   | Wojciech Skowroński   | AK Toruński             | Promot 81 | 50 | 16  | –   | NU  | –   | –   | 29     |

### Zespoły
| Poz. | Zespół                  | Punkty |
| ---- | ----------------------- | ------ |
| 1    | AK Wielkopolski         | 570    |
| 2    | AK Warszawski           | 556    |
| 3    | AK Dolnośląski          | 548    |
| 4    | AK Śląski               | 538    |
| 5    | AK Szczeciński          |        |
| 6    | AK Rzemieślnik Warszawa |        |
| 7    | AK Kielecki             |        |
| 8    | AK Morski               |        |
| 9    | AK Krakowski            |        |
| 10   | AK Lubelski             |        |